# Konstantin II. (Schottland)

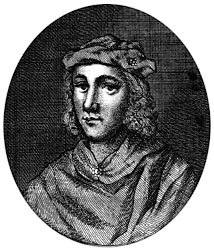
Gemälde König Konstantins II. aus dem 18. Jahrhundert – Es gibt jedoch keinerlei Beweise für die Echtheit der Darstellung

Konstantin II. (Causantín mac Áeda; * um 874; † 952 in St Andrews) war schottischer König von 900 bis 942 oder 943. Er war der Sohn von König Aedh, Cousin seines Vorgängers Donald II. und Onkel seines Nachfolgers Malcolm I. Konstantin hatte die zweitlängste Amtszeit aller schottischen Könige und dankte ab, um als Mönch zu leben.
Schon zu Beginn seiner Herrschaft musste Konstantin Raubzüge der Wikinger im Norden und Westen abwehren. Nach dem triumphalen Sieg in der Schlacht von Scone im Jahr 904 mussten sich die Wikinger aus Schottland zurückziehen. Jedoch hatten sie weite Landstriche verwüstet. Später gingen die Kämpfe in der Region Northumberland weiter, wo sich die Wikinger unter König Ragnall wieder niedergelassen hatten. Konstantin besiegte sie 914 und 918 in zwei Schlachten (die als Schlachten von Corbridge bezeichnet werden) und vertrieb die Wikinger endgültig von der südlichen Reichsgrenze.
Wenn er nicht auf Feldzügen gegen die Wikinger unterwegs war, reformierte Konstantin das damalige christliche Kirchenwesen dahingehend, dass es immer mehr gälische Züge annahm. So fand 906 in Scone eine Synode statt. Außerdem führte er in Schottland Grafentitel ein, die sogenannten Mormaer. Konstantin heiratete auch, doch ist nichts Näheres darüber bekannt; selbst der Name seiner Ehefrau und der Zeitpunkt sind verloren gegangen. Allerdings ist bekannt, dass er zwei Söhne und eine Tochter hatte.
Konstantins Tochter, deren Name unbekannt ist, heiratete 937 den damaligen Wikingerkönig von Dublin, Olaf Guthfrithsson, um die Beziehungen zu den Wikingern zu stabilisieren. Dieser Ehe entstammten mindestens drei Kinder. Falls es die Absicht gewesen war, die Südgrenze bei Northumbria zu sichern, so gelang dies nicht. Konstantins Truppen wurden im selben Jahr in der Schlacht bei Brunanburh von den Truppen des englischen Königs Æthelstan besiegt. Cellach, einer von Konstantins Söhnen, starb während der Kampfhandlungen.
Im Jahr 942 oder 943 dankte Konstantin zugunsten von Malcolm I. ab und zog sich in ein Kloster in St Andrews zurück, wo er später Abt wurde. Er starb 952 eines natürlichen Todes und wurde wahrscheinlich beim Kloster begraben. Sein einziger überlebender Sohn Indulf wurde zwei Jahre später schottischer König.